# Gwiazdy polskiej muzyki lat 80. (album Urszuli i Budki Suflera)
Gwiazdy polskiej muzyki lat 80. – album kompilacyjny Urszuli i Budki Suflera wydany w 2007 roku jako dodatek do gazety. Zawiera 14 przebojów z lat 80. Płyta pochodzi z kolekcji Dziennika i jest dwudziestą częścią cyklu „Gwiazdy polskiej muzyki lat 80.”.

## Spis utworów
źródło:.
1. „Malinowy król” (muz. R. Lipko, sł. M. Dutkiewicz) – 5:04
2. „Dmuchawce, latawce, wiatr” (muz. R. Lipko, sł. M. Dutkiewicz) – 5:27
3. „Luz - blues, w niebie same dziury” (muz. R. Lipko, sł. M. Dutkiewicz) – 4:25
4. „Podwórkowa kalkomania” (muz. R. Lipko, sł. M. Dutkiewicz) – 5:20
5. „Michelle ma belle” (muz. R. Lipko, sł. M. Dutkiewicz) – 4:15
6. „Powiedz, ile masz lat” (muz. R. Lipko, sł. M. Dutkiewicz) – 4:26
7. „Fatamorgana`82” (muz. R. Lipko, sł. M. Dutkiewicz) – 3:41
8. „Wielki odlot” (muz. R. Lipko, sł. M. Dutkiewicz) – 4:43
9. „Szał sezonowej mody” (muz. R. Lipko, sł. T. Zeliszewski) – 5:07
10. „Temat Bożeny” (muz. R. Lipko) – 6:25
11. „Próba sił” (muz. R. Lipko, sł. M. Dutkiewicz) – 4:49
12. „Bogowie i demony” (muz. R. Lipko, sł. M. Dutkiewicz) – 4:31
13. „Bez toastów” (muz. R. Lipko, sł. T. Zeliszewski) – 4:40
14. „Jestem ogniem” (muz. K. Mandziara, sł. T. Zeliszewski) – 5:05